# Národní památník na Vítkově

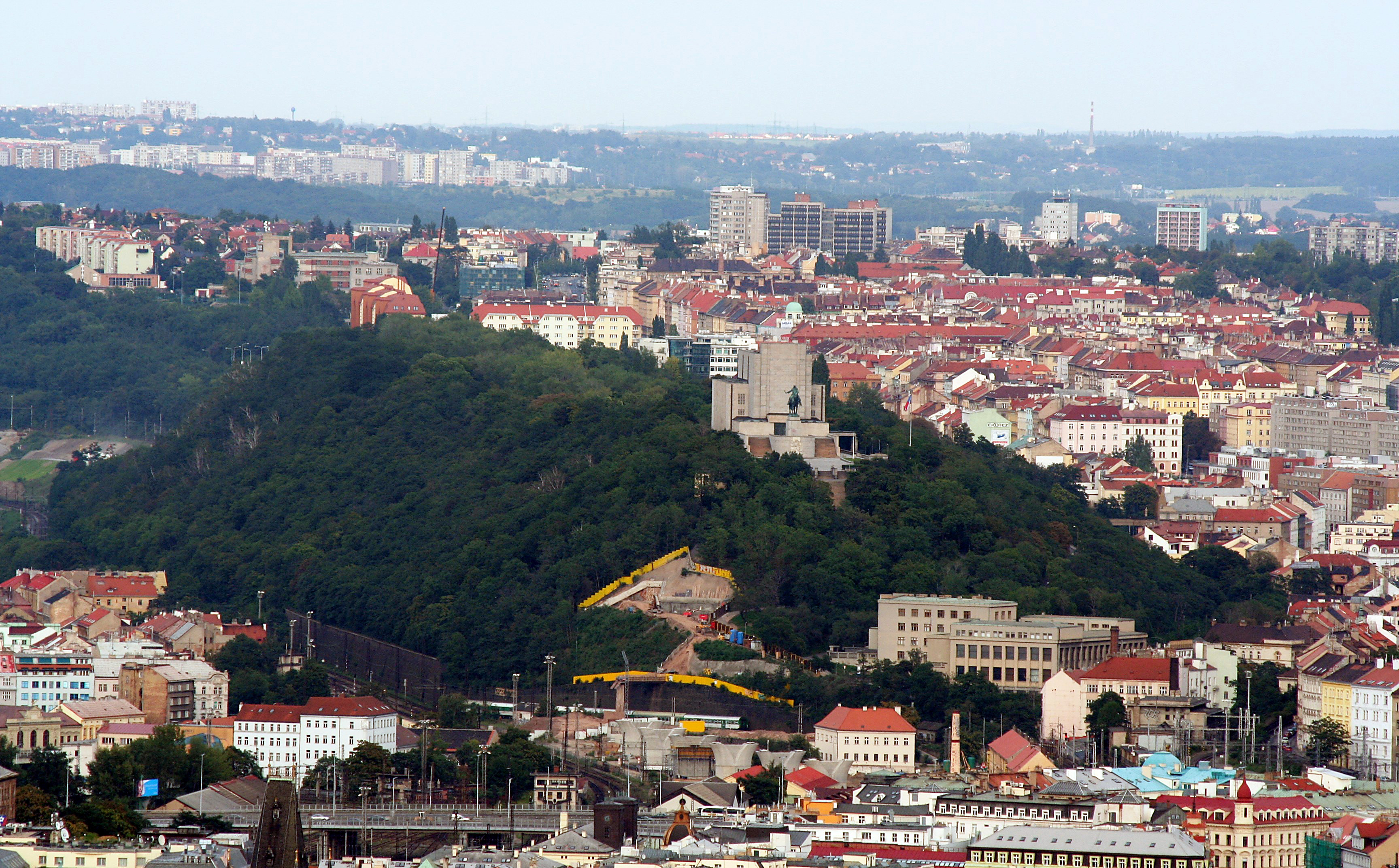
Kopec Vítkov

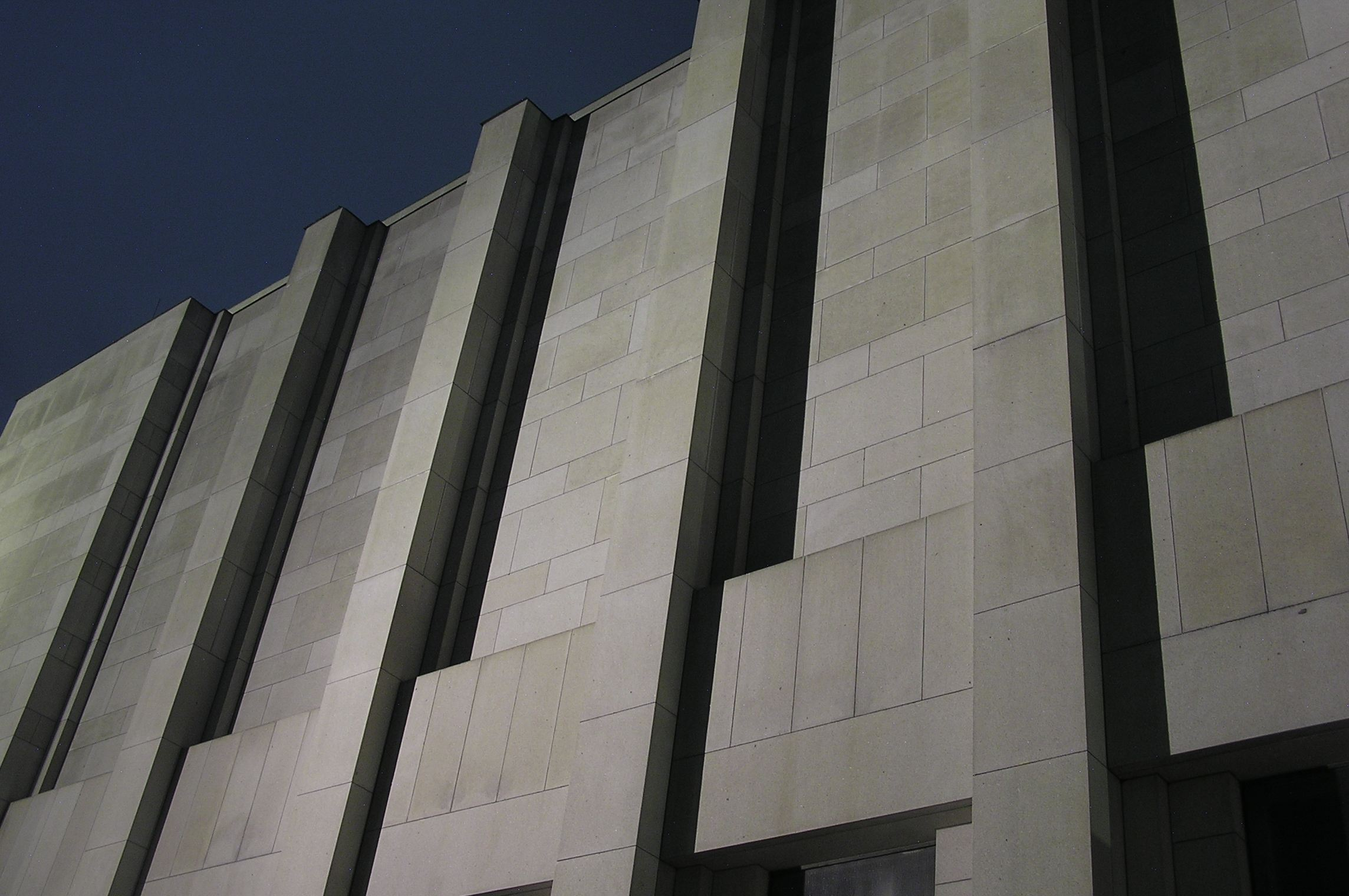
Detailní pohled na památník

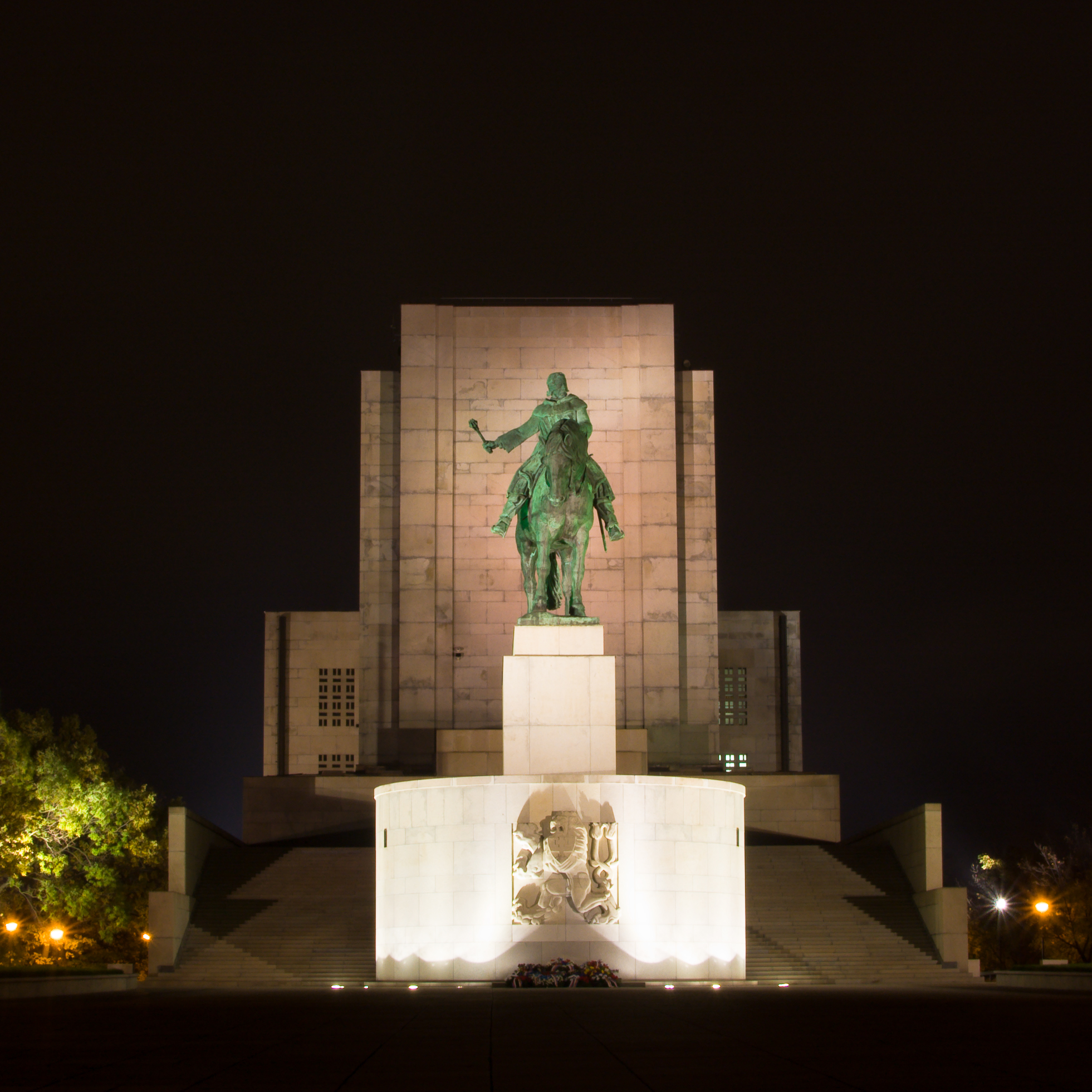
Pohled na památník v noci

Národní památník na Vítkově je prvorepublikový funkcionalistický památník, jehož hrubá stavba čp. 1900 byla v Praze na Žižkově na vrchu Vítkově postavena v letech 1929–1933 podle projektu architekta Jana Zázvorky staršího.
Práce na památníku byly započaty v roce 1929 a hrubá stavba byla dokončena o čtyři roky později v roce 1933. K slavnostnímu otevření k 20. výročí republiky již nedošlo. Hlavním účelem mělo být uctění památky československých legionářů a československého odboje v období první světové války (1914–1918).
Rozšířen byl v letech 1946–1949. Mezi lety 1954–1962 zde bylo umístěno mauzoleum Klementa Gottwalda. Nyní jsou v kolumbáriu památníku pod sochou Jana Žižky uloženy pouze ostatky neznámého vojína z bitvy u Zborova a z dukelské operace. 
V roce 2001 přešel památník do správy Národního muzea a mezi lety 2006–2009 prošel Národní památník na Vítkově rozsáhlou rekonstrukcí pod jeho vedením. 29.10. 2009 byl památník slavnostně otevřen i se stálou expozicí Národního muzea Křižovatky české a československé státnosti. 1. června 2024 byl Národní památník na Vítkově s hrobem Neznámého vojína převeden do správy Vojenského historického ústavu. Tvoří tak s jeho budovou opšt jeden komplex tak, jak byl za první republiky navržen Janem Zázvorkou. V současnosti se připravuje nová stálá expozice.
Součástí památníku je i bronzová jezdecká socha Jana Žižky z Trocnova od sochaře Bohumila Kafky na rampě před budovou památníku.

## Historie vrchu Vítkov
Husité na Vítkově zaznamenali pod vedením Jana Žižky z Trocnova válečný úspěch: 14. července 1420 zde v bitvě na Vítkově porazili křižácké vojsko. Už tehdy se kopec zhruba sto let jmenoval Vítkov. Pojmenován byl po pražském měšťanovi Vítkovi z Hory, který zde měl vinici. Nejstarší doložená zpráva o kopci nad pražským Žižkovem pochází už z roku 1041.

## Národní památník
Idea národního památníku, který by na rozdíl od dosavadních připomenutí porážek demonstroval hrdost a odvahu českého národa, měla zpočátku ryze lokální charakter. V létě 1882 byl z iniciativy několika set místních občanů založen Spolek pro zbudování pomníku Jana Žižky z Trocnova na vrchu Žižkově a nebýt budovatelského étosu nové Československé republiky, mohlo být všechno jinak. Velkolepou nekropoli synů národa, měl kromě legionářů a osvoboditelů, doplňovat také hrob T.G. Masaryka ve společném kolumbáriu, jež měla socha Jana Žižky z Trocnova na podestě završit. Památník byl jako Památník národního osvobození vystavěn v letech 1929–1933. Za druhé světové války zde bylo skladiště wehrmachtu, památník byl v té době poničen.  
Po Únoru 1948 byl památník využit k propagaci komunistického režimu. Byli zde pohřbíváni významní představitelé komunistické strany. Roku 1951 byly z rozhodnutí nejvyšších stranických a vládních míst do oddílu hrobek v hlavním kolumbáriu uloženy urny s popelem čtyř předních pracovníků a zakladatelů KSČ Bohumíra Šmerala, Josefa Hakena, S. K. Neumanna a Bohuslava Vrbenského. V roce 1953 zde bylo otevřeno mauzoleum Klementa Gottwalda, následovaly je hrobky prezidentů Antonína Zápotockého, Ludvíka Svobody. Památka legionářů, jejichž odkaz měl Památník zvěčnit a symbolizovat, měla být vymazána, zůstala zastoupena jen ve výzdobě čtyř reliéfů v ústřední síni. 
Budova byla nově proměněna v místo uctívání komunistických představitelů a jejich ideologie. Mauzoleum bylo sice v roce 1962 zrušeno a Gottwaldovo tělo bylo zpopelněno, urna s popelem zde byla uložena v kamenném sarkofágu společně s popelem jeho manželky Marty. Pohřbívání dalších komunistických funkcionářů avšak nadále pokračovalo. Posledním pohřbeným funkcionářem byl ještě v roce 1989 Bruno Köhler, stalinista, který se podílel na přípravě procesů z 50. let.
V letech 1984–1987 byla budova opravena podle projektu SÚRPMO architekta Ing. Tomáše Šantavého. 
Po sametové revoluci byly ostatky prezidentů a členů Komunistické strany Československa odvezeny a pohřbeny buď v samostatných hrobech nebo ve společném hrobě na Olšanských hřbitovech.
Od roku 2001 byl památník spravován Národním muzeem a prošel rekonstrukcí, kterou navrhli architekti Tomáš Šantavý a Petr Všetečka. 

## Hrob Neznámého vojína
Hrob Neznámého vojína byl původně provizorně zřízen na Staroměstské radnici. Zde byly roku 1922 uloženy ostatky bojovníka z bitvy u Zborova. Po roce 1939 se stal místem odporu proti nacistické okupaci. Roku 1941 byl hrob nacisty zničen a ostatky odvezeny a zpopelněny.
Po skončení druhé světové války bylo rozhodnuto o zřízení hrobu neznámého vojína na Vítkově. Sovětské úřady však nedaly souhlas k převezení ostatků od Zborova, místo něj zde byl 9. října 1949 pohřben padlý voják Karpatsko-dukelské operace. Hrob v prostoru před jezdeckou sochou kryje šikmá žulová deska s nápisem Sláva hrdinům padlým za vlast. Od 8. května 2010 jsou v hrobu Neznámého vojína uloženy také nově exhumované ostatky jednoho z padlých legionářů od , což byl původní úmysl během výstavby památníku za první republiky.

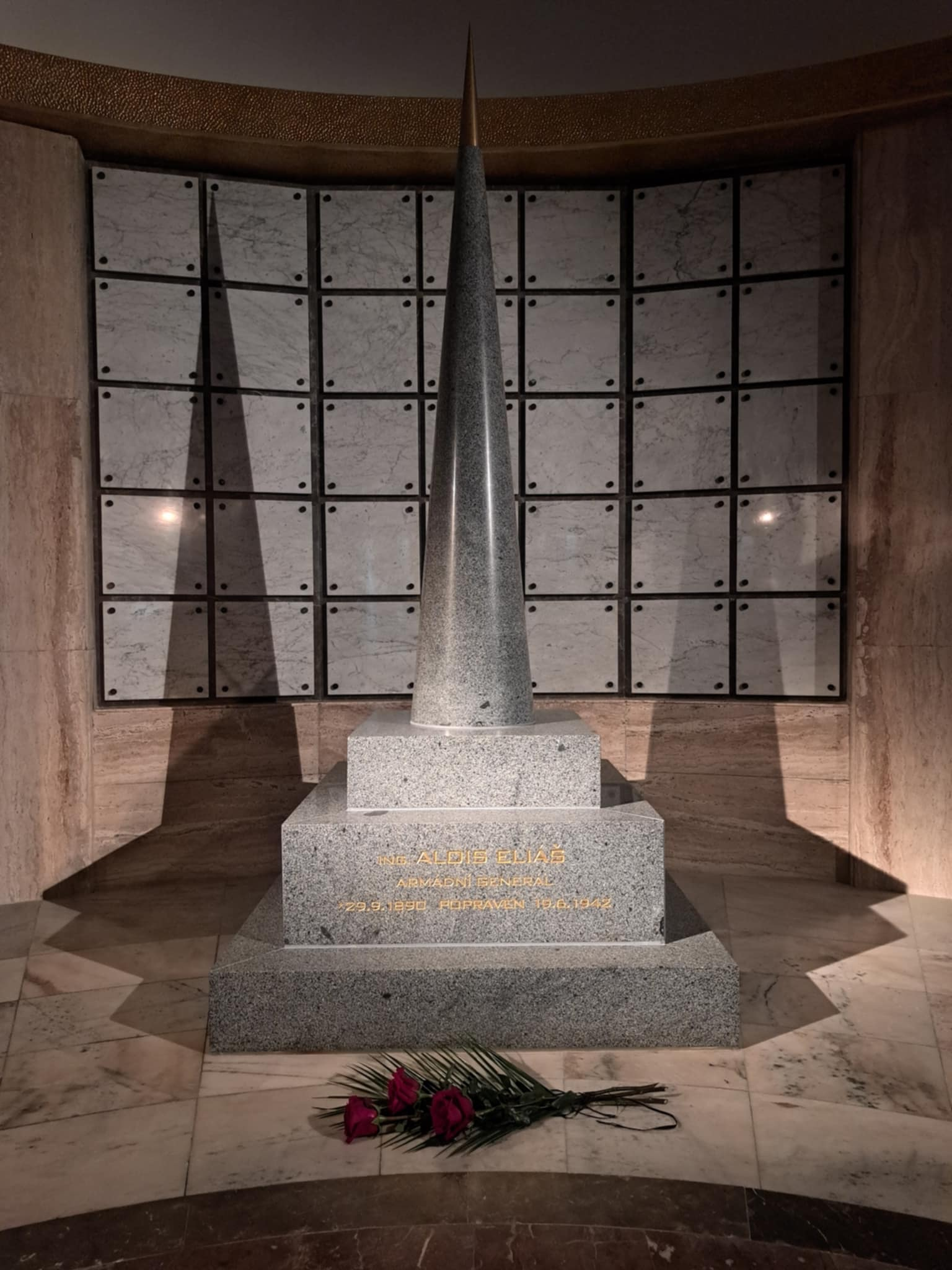
Pomník manželů Eliášových

7. května 2006 byl v prostoru západní části hrobu Neznámého vojína s vojenskými poctami pochován armádní generál Ing. Alois Eliáš s manželkou Jaroslavou.
V předsálí hrobu Neznámého vojína jsou umístěny kopie praporů československých legií, prvorepublikové armády, československých jednotek bojujících ve 2. světové válce a v neposlední řadě také prapory novodobých armádních útvarů.
Velký skleněný tubus obsahuje prsť z bojišť, na kterých bojovali českoslovenští a čeští vojáci od 1. světové války do současnosti.

## Žižkova socha

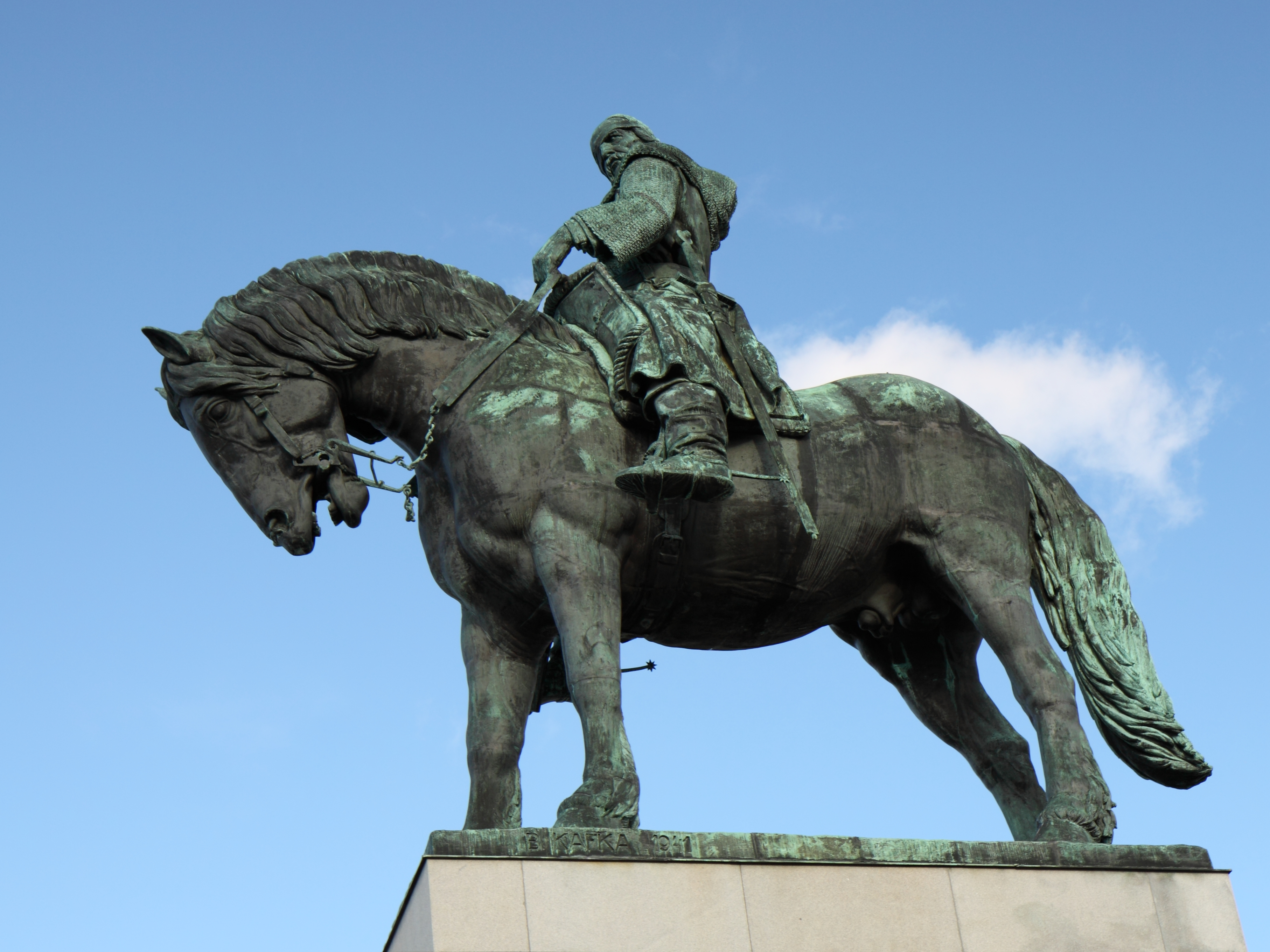
Jezdecká socha Jana Žižky od Bohumila Kafky

Obvykle se traduje, že Žižkova socha je třetí největší bronzová jezdecká socha na světě. Podle zdroje vztahujícího se k roku 2013 je až šestá v pořadí.
Na Žižkovu sochu si Vítkov musel počkat: po třech soutěžích stále nespokojený sbor porotců přímo oslovil tři sochaře starší generace: Ladislava Šalouna, Jana Mařatku a Bohumila Kafku. Klasicky koncipovaný návrh jezdecké sochy, který nakonec v roce 1931 skicoval Bohumil Kafka, se stal předlohou pro monumentální bronzovou sochu. Kafkovy deníky, které si pečlivě vedl, přibližují snahu o dokonalost a historickou věrnost. V konzultacích se sochařem se vystřídali historikové i hipologové: kůň-model byl vybrán ze státních hřebčinců. Vzrušené diskuse se mimo jiné týkaly toho, zda by Žižka neměl mít v ruce bibli, zda by neměl mít raději napřaženou ruku, jak mu mají vlát vlasy atd. Kafka dokončil sádrový model v listopadu 1941, autor krátce po dokončení modelu zemřel. Socha byla odlita až po osvobození a odhalena ve výroční den bitvy na Vítkově, tedy 14. července 1950. Socha váží 16,5 tuny, je vysoká 9 metrů, dlouhá 9.6 metrů, skládá se ze 120 bronzových částí a téměř 5000 šroubů. V letech 2010 až 2011 byla restaurována.

## Další sochařská výzdoba

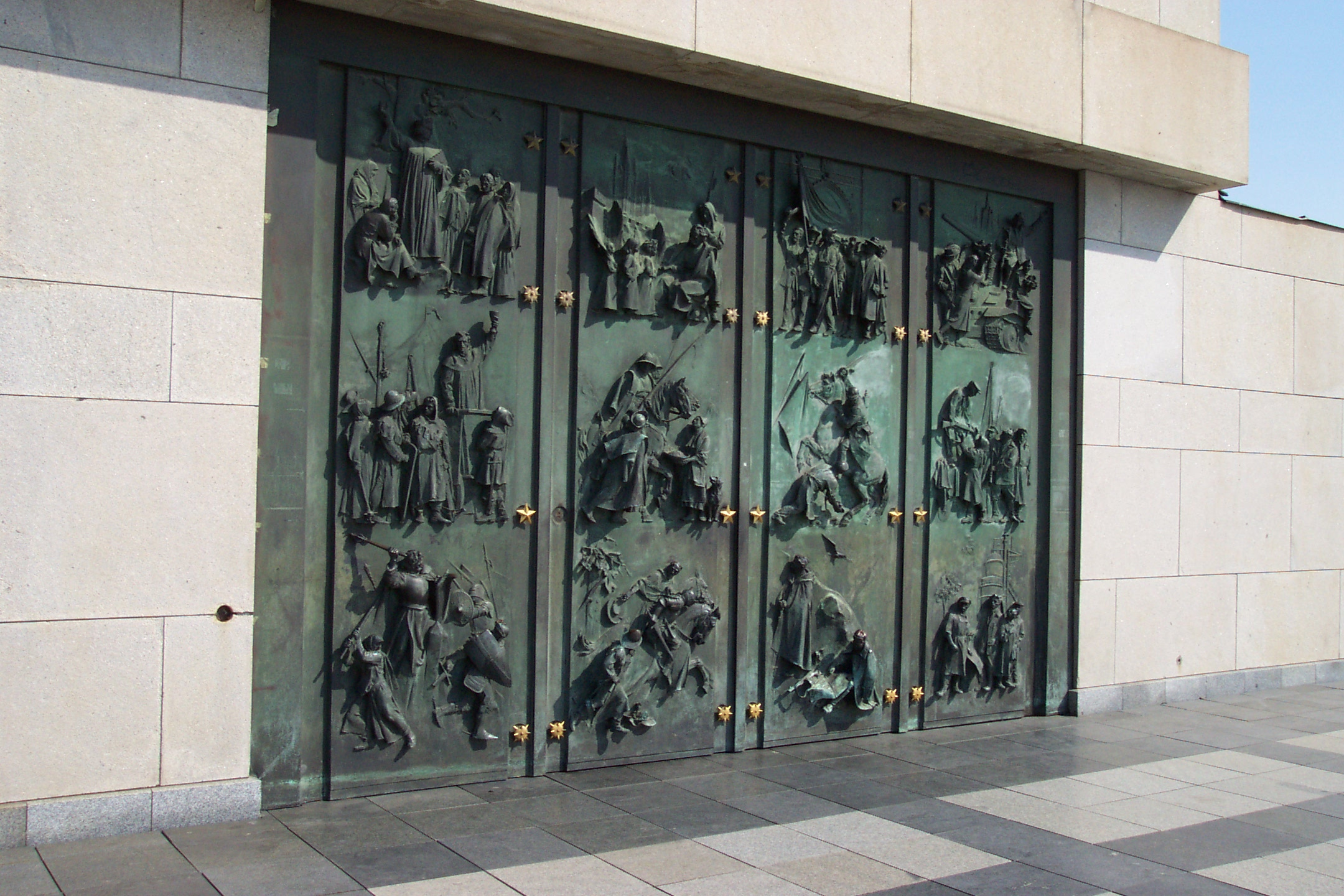
Bronzová vrata od akademického sochaře Josefa Malejovského (1914–2003)

Na průčelí podstavce jezdecké sochy byl instalován původní velký československý státní znak, který pro tento účel vytvořil Otakar Španiel, tento znak byl v roce 1962 nahrazen novým socialistickým státním znakem ČSSR. V roce 1997 sem pak byla instalována kopie původního československého státního znaku Otakara Španiela (autoři kopie:Vladimír Oppl a Martin Ceplecha).
V prostoru za jezdeckou sochou se nachází velká bronzová vrata vstupní brány do památníku, která jsou ozdobena reliéfy podle návrhů Josefa Malejovského, z nichž část je věnována výjevům z doby husitského hnutí. V roce 1952 byla vypsána soutěž na plastickou výzdobu vstupních vrat. V užším kole soutěže v roce 1953 získal první cenu a zadání díla akademický sochař Josef Malejovský. Na kompozičním rozvrhu celku i jednotlivých výjevů spolupracoval s Antonínem Strnadelem, českým malířem, grafikem a žákem Maxe Švabinského. Na refiéfech vrat Malejovský pracoval čtyři roky až do roku 1957. V roce 1957 tak bylo dílo dokončeno a vrata odlita, jejich osazení ale proběhlo později – v roce 1958.
V kapli padlých je instalována socha Raněný od Jana Štursy, kterou sochař reagoval na vlastní zážitky z první světové války. Umělecky stylizovaný svícen byl odlit podle návrhu Jaroslava Horejce.
Na východní straně budovy (za památníkem) se nachází velká nefunkční fontána Karla Štipla, která je tvořena dvěma kruhovými mísami nad sebou, ty jsou postaveny uprostřed kruhové nádrže. Zdobena je plastikami, které jsou doplněny soustavou trysek. U fontány byla postavena dvě sousoší. První sousoší Karla Pokorného z roku 1962 představuje alegorii Vítězství (v roce 1967 jej dokončil Jiří Dušek). Druhé sousoší Karla Lidického z let 1964–1972 bylo pojmenováno vzletně Šťastná budoucnost.

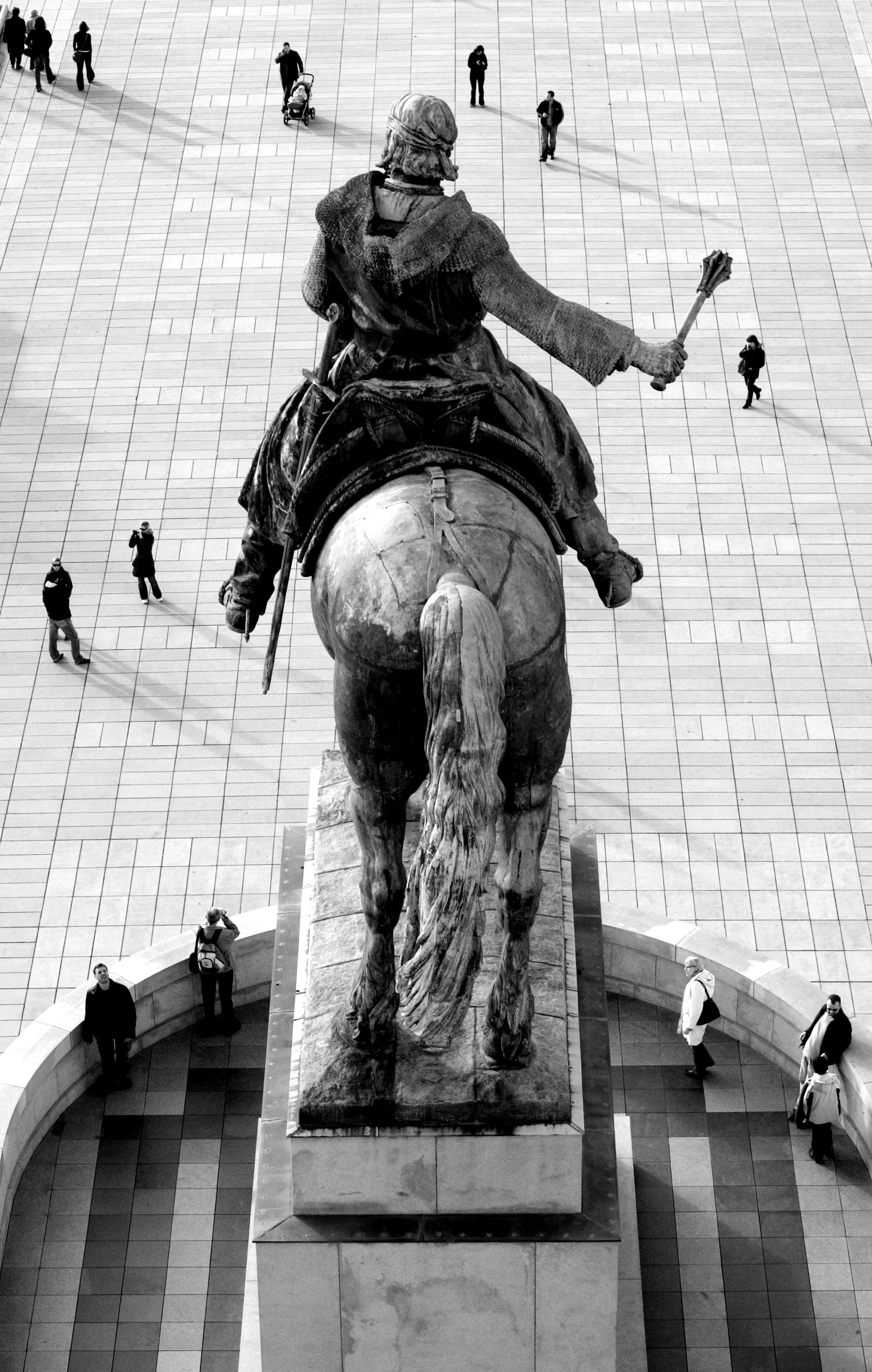
Žižka na koni
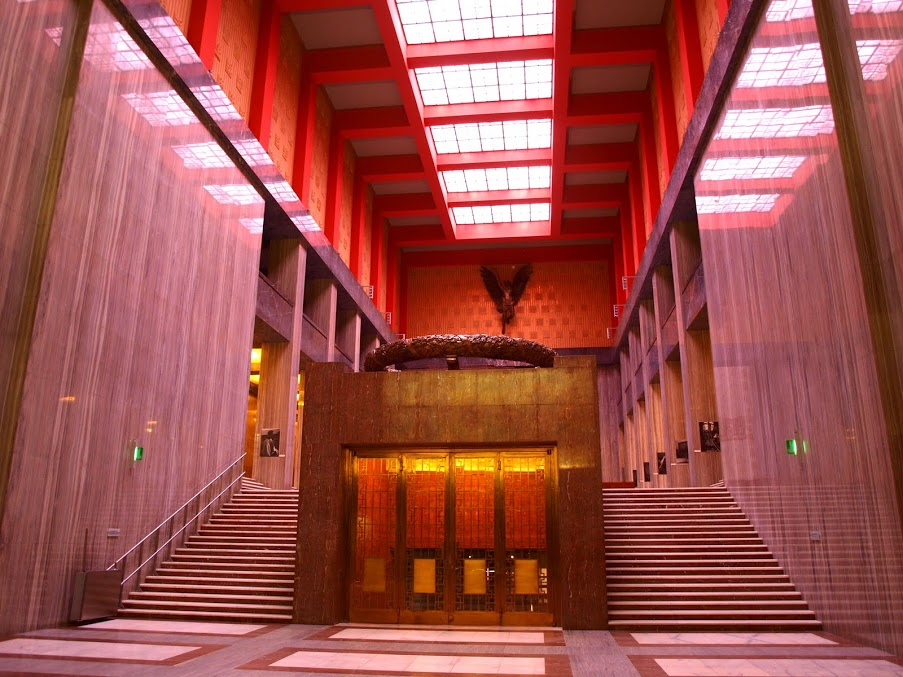
Pohled do slavnostní síně

## Výstavba památníku
Při stavbě památníku bylo ve zcela mimořádné míře použito přírodního kamene, hlavně žul a mramorů domácího původu. 
Pro obložení fasády Památníku byly vybrány horniny z těchto lokalit: žula z Olšan u Horažďovic a z dalších okolních lomů, z Mrákotína u Telče a okolí; jemnozrnnou, bělavou až modrou s tmavými peckami přes poznámku, že ve velkoměstském ovzduší zvětrává a odlupuje se. diorit z Chrobol, Libiny, Jelenky a Krišťanova, dále, dolnopožárský od Jílového (použitý též na soše svatého Václava);syenit z Popovic u Benešova, gabbrodiorit z Pocerad a serpentin z Letovic.
Interiéry zdobí český šedý mramor z Výškovic a krkonošských lokalit, černý z Kosoře, červený z okolí Karlštejna a Suchomast, šedý ze Zbuzan, tmavý slezský z Horní Lipové a Supíkovic a v neposlední řadě bílý travertin ze Spiše a Sliače.
Architektonické řešení památníku zpracoval Jan Zázvorka a jeho uměleckou výzdobu měli na starosti autoři: Vincenc Beneš, Josef Malejovský, Otakar Nejedlý, Karel Štípl, Václav Mařan, Otakar Švec, Jan Štursa, Max Švabinský a další.
Budova je orientována na ose kopce Vítkova, zhruba východo-západním směrem, délka 143 metrů, šířka 27,6 metrů a výška 31,5 metrů.
K dispozici je také vyhlídka na střeše hlavní budovy.

## Chronologický přehled vývoje památníku
- 1882 – založen Spolek pro zbudování pomníku Jana Žižky z Trocnova
- 1907 – město daruje pozemek
- 1914 – první architektonická soutěž
- 1923 a 1927 – další soutěže
- 1931 – vybrán návrh B. Kafky na jezdeckou sochu
- 1950 – odhalena socha Jana Žižky
- 1954–1962 – mauzoleum K. Gottwalda
- 1990 – odstraněny ostatky významných členů KSČ
- od 1990 – hledání dalšího využití
- 2001 – Ministerstvo kultury ČR svěřilo Památník do správy Národního muzea s úkolem oživit a nově řešit využití Památníku, 25.10.2000 Archiv Národního muzea převzal archiv Památníku.
- červen 2007 – Národní muzeum ohlásilo projekt využití památníku pro expozici dějin české a československé státnosti
- 2007-2009 - rekonstrukce památnku
- 29. října 2009 – otevřena expozice Národního muzea "Křižovatky české a československé státnosti"
- únor 2012 – v podzemí budovy otevřena nová expozice Národního muzea s názvem Laboratoř moci
- červen 2015 - otevřena příležitostná výstava Národního muzea k 600. výročí upálení Mistra Jana Husa
- 1. 6. 2024 - památník předán pod správu Vojenského historického ústavu[5], příprava nové expozice